# З́
Zé accent aigu (capitale З́, minuscule з́) est une lettre de l’alphabet cyrillique utilisée dans l’écriture du monténégrin.

## Représentations informatiques
Le zé accent aigu peut être représenté avec les caractères Unicode suivants (cyrillique, diacritique), :
| formes    | représentations | chaînes de caractères | points de code | descriptions                                           |
| --------- | --------------- | --------------------- | -------------- | ------------------------------------------------------ |
| capitale  | З́               | З◌́                    | U+0417 U+0301  | lettre majuscule cyrillique zé diacritique accent aigu |
| minuscule | з́               | з◌́                    | U+0437 U+0301  | lettre minuscule cyrillique zé diacritique accent aigu |